# كنيس الغريبة
كنيس الغريبة أو معبد الغريبة اليهودي هو كنيس يهودي يقع في مدينة الحارة الصغيرة في جزيرة جربة جنوب شرق تونس.
يقع الكنيس في قرية صغيرة كانت ذات غالبية يهودية في الماضي وتسمى «الحارة الصغيرة» حاليا يطلق عليها «الرياض»، وهي تبعد عدة كيلومترات جنوب غرب حومة السوق وهي عاصمة جربة.

## التاريخ
كنيس الغريبة يعتبر أكبر وأقدم معبد يهودي في تاريخ أفريقيا، وتحج إليه جموع من اليهود بشكل سنوي، وتوجد به أقدم نسخة معروفة من التوراة وفق بعض الروايات اليهودية.
تختلف الروايات حول سبب إنشاء المعبد، وتزعم فئة منها أن يهوديةً قدمت إلى المنطقة واستقر بها الحال في جربة، وأسست كنيس الغريبة، وسمي «الغريبة» نسبة إلى هذه الامرأة حيث كانت غريبة على المكان وأهله.
يتوافد اليهود إلى هذا المزار سنويا من مناطق شتى من العالم في شهر ماي كل عام من اليوم الـ 33 من تقويم الفصح اليهودي فيقيمون شعائر دينية ومراسم وطقوسا متنوعة تستمر يومين وسط إجراءات أمنية مشددة.
يعتبر البعض من اليهود بقدسية المكان نسبة إلى زعمهم تواجد حجر من هيكل سليمان يقولون إنه موجود في قبو المعبد منذ نحو ألفي عام.

## هجمات

### تفجير 2002
في 11 أبريل 2002 تعرض الكنيس لهجوم بشاحنة محملة بالمتفجرات انفجرت أمام بوابته ما أسفر عن مقتل 21 معظمهم تونسيون وألمان.[بحاجة لمصدر]

### هجمة 2023
مساء يوم 9 مايو 2023، أقدم أحد رجال الأمن (وهو في إجازة) على قتل زميله، وافتكاك أسلحته وذخيرته، ولبس زيه، وهذا في مركز الحرس البحري بأغير، قبل أن يتوجه إلى الكنيس على دراجة نارية ويطلق النار عشوائيا في محيط المعبد. نتج عن العملية قتل المهاجم مع استشهاد أمنيين اثنين على عين المكان، وآخر متأثرا بجراحه في المستشفى، إضافة إلى اثنين من الزوار؛ تونسي وفرنسي، وإصابة آخرين.[بحاجة لمصدر]

## معرض صور

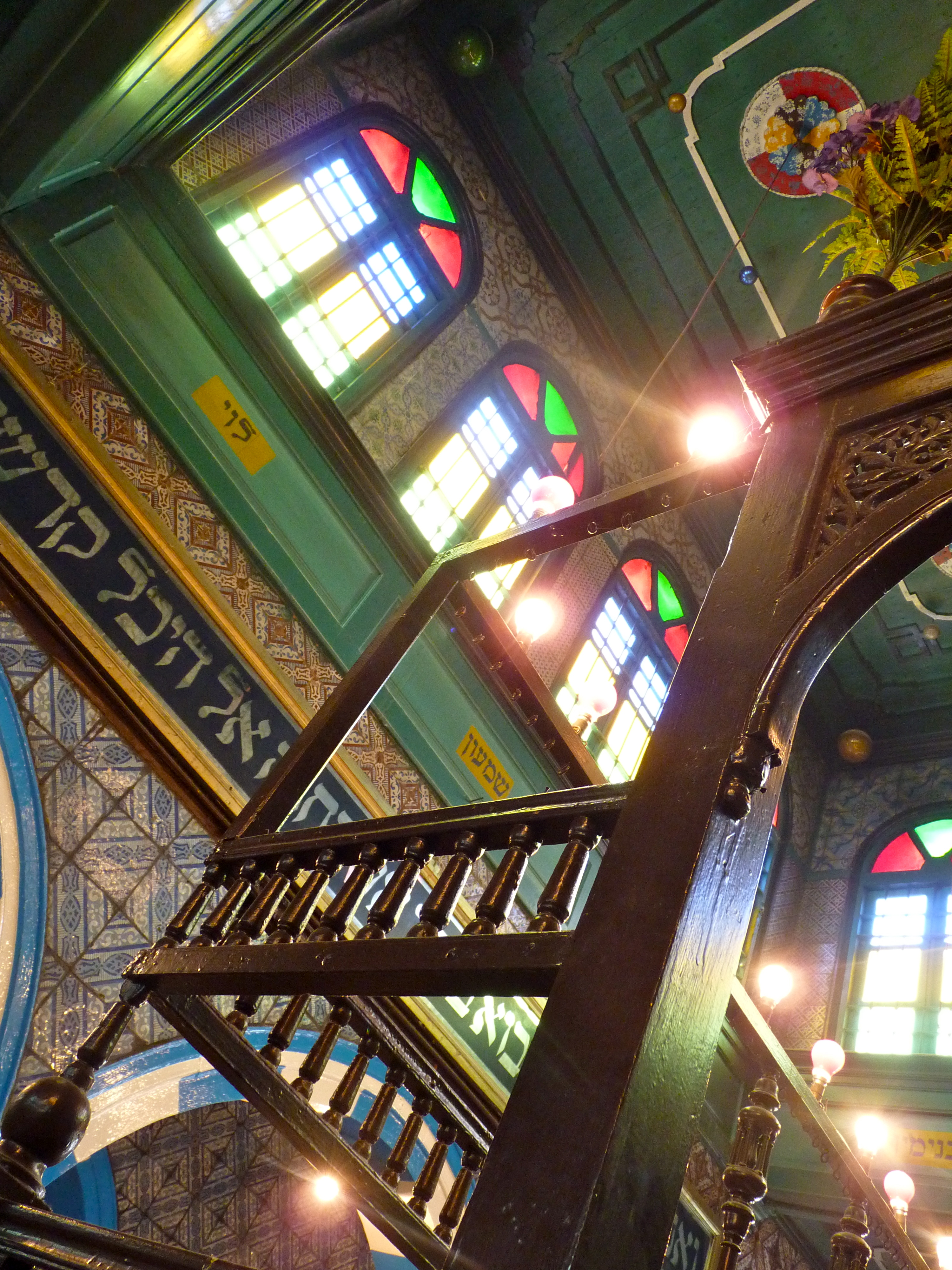
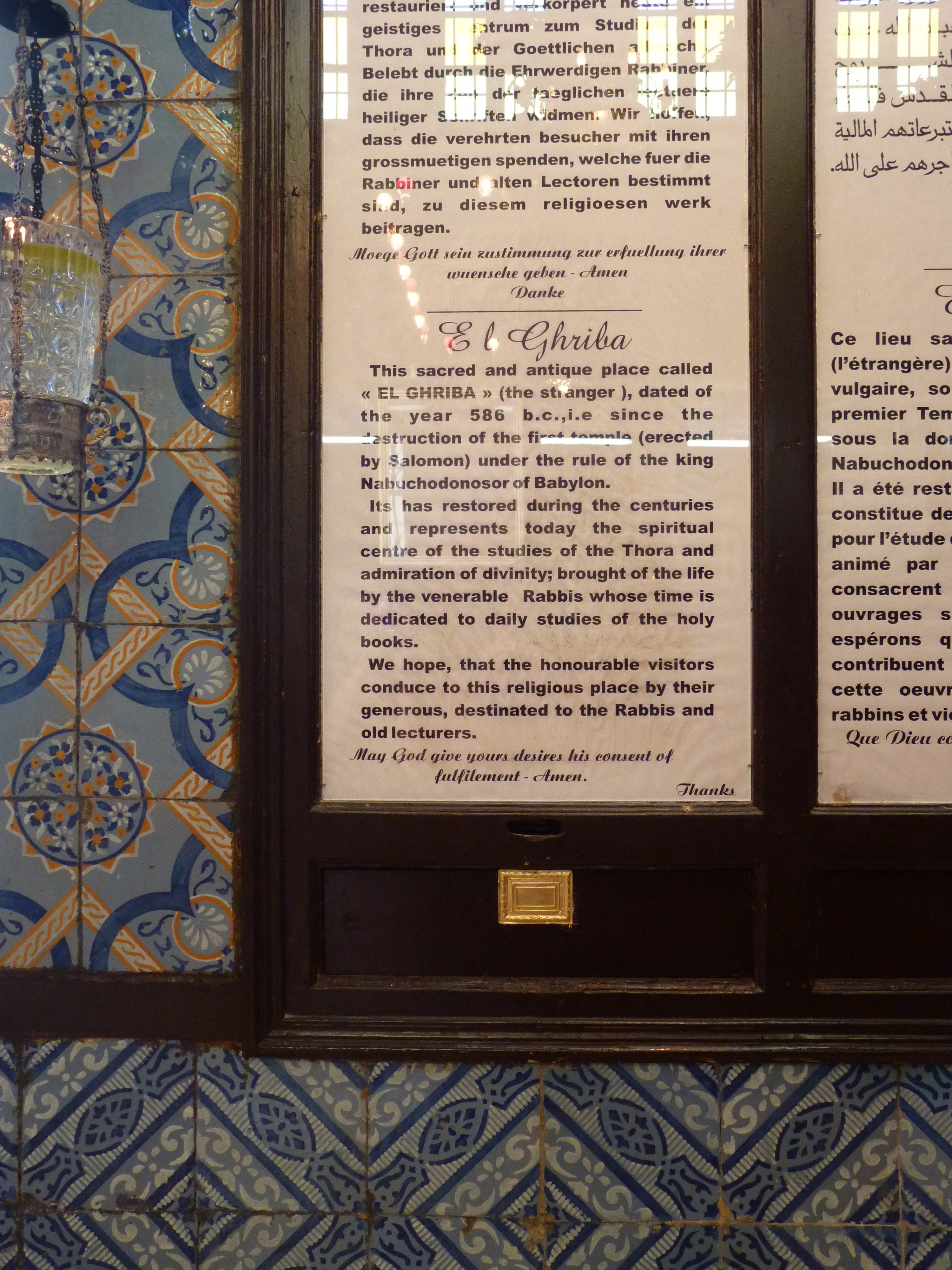
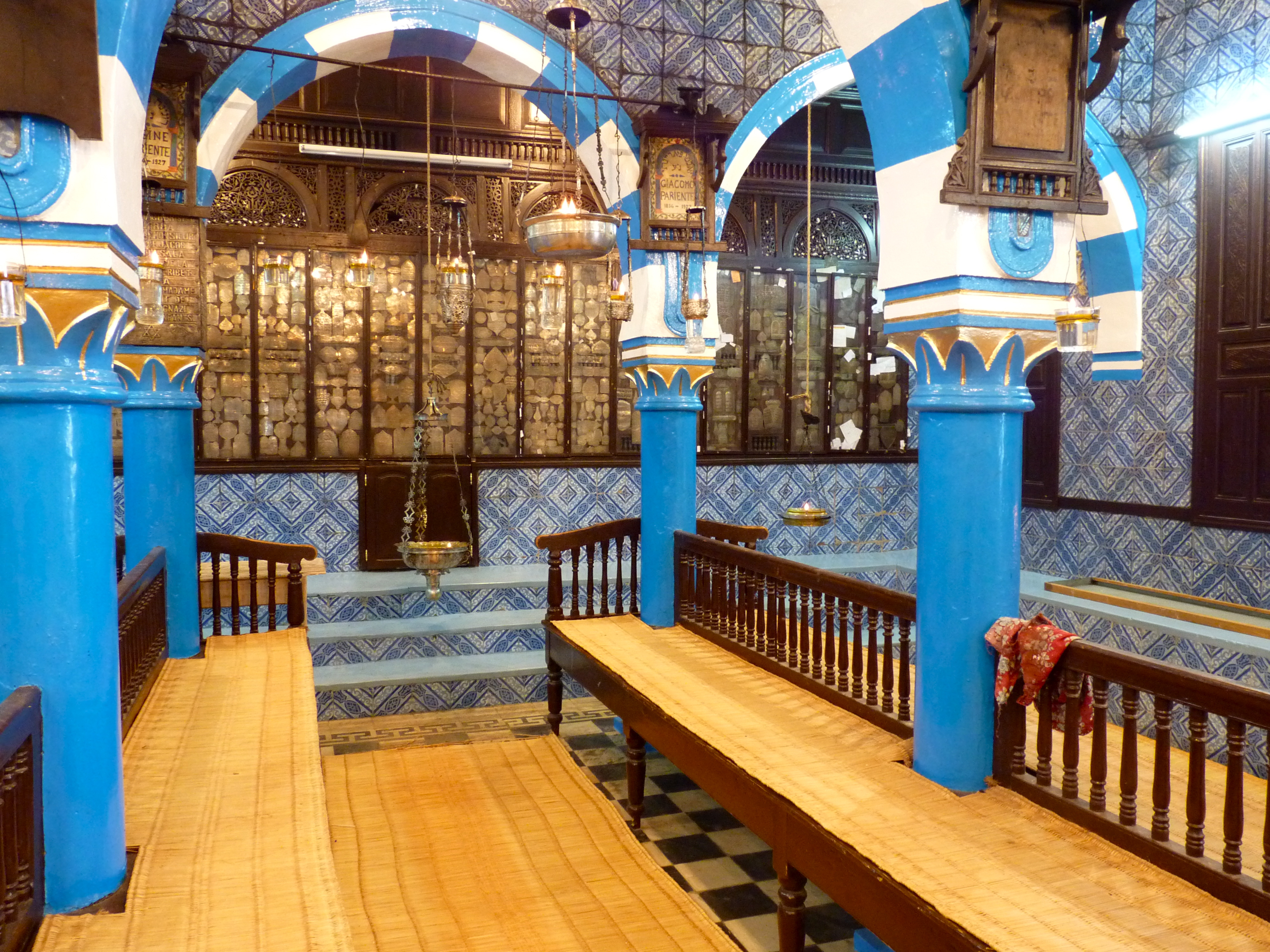
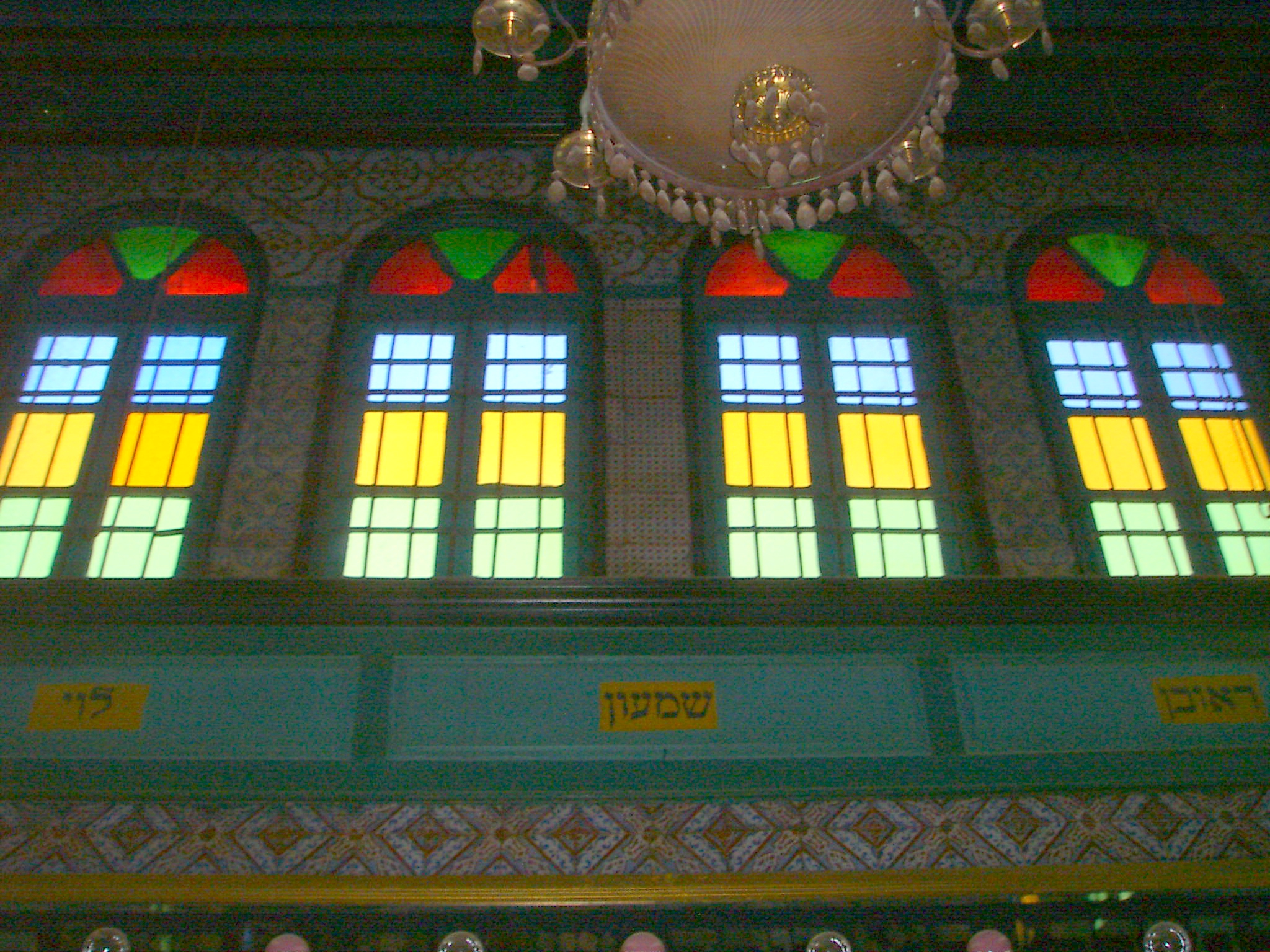
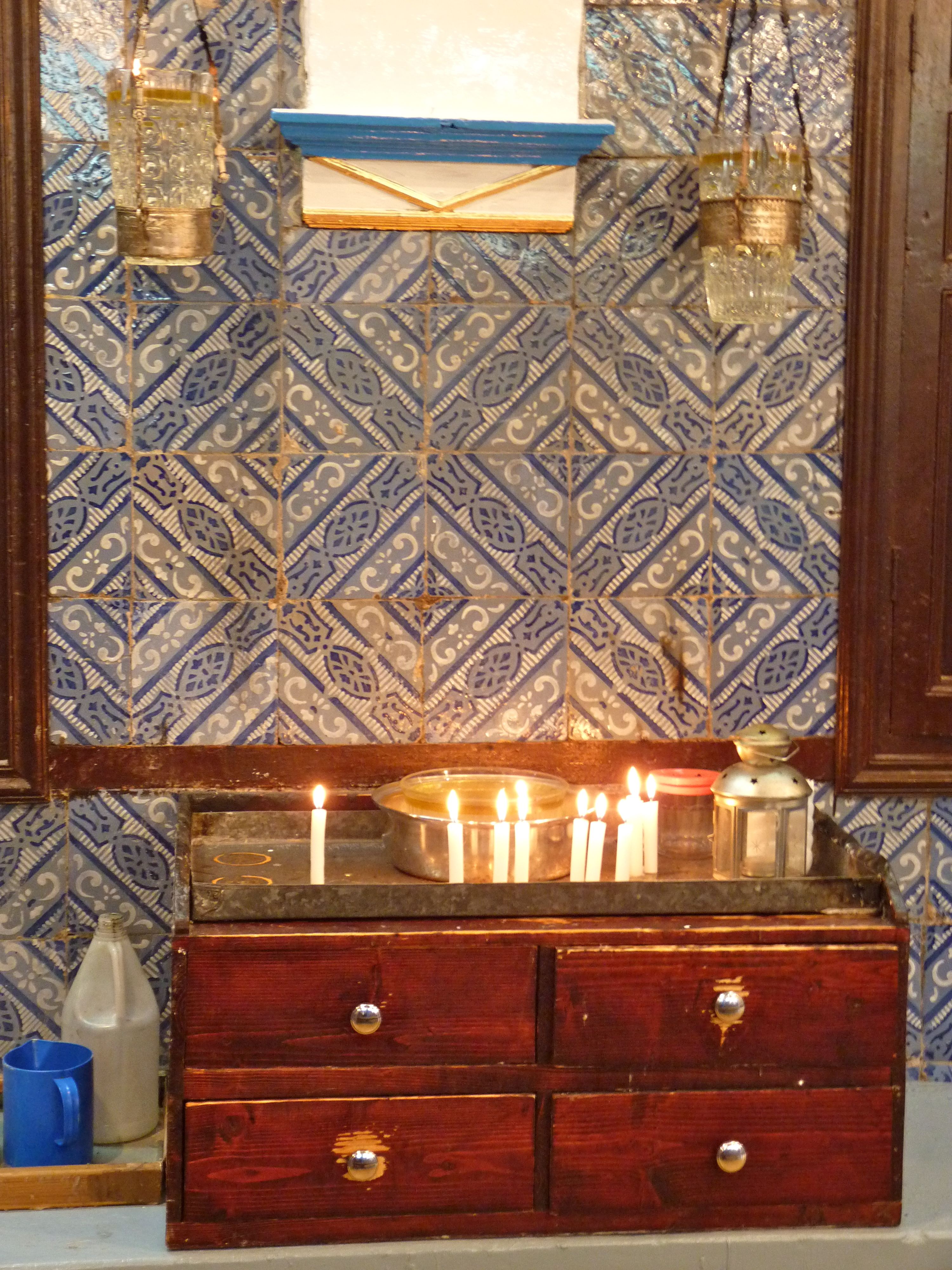